# Nedel Gar
Nedel Gar (perz. ندل گار) je otok smješten na krajnjem sjeveru Perzijskog zaljeva odnosno u iranskoj pokrajini Huzestanu. Uz Bune, Daru i Kaber-e Nahodu jedan je od četiri veća otoka u estuariju Hvor-e Musi. Otok ima površinu od 9 km² i od kopna na sjeveroistoku udaljen je 2,5 km. Elipsastog je oblika i proteže se u smjeru sjeverozapad-jugoistok, a maksimalna nadmorska visina mu je 1 m.

## Poveznice
- Perzijski zaljev
- Popis iranskih otoka